# Ben (piosenkarz)

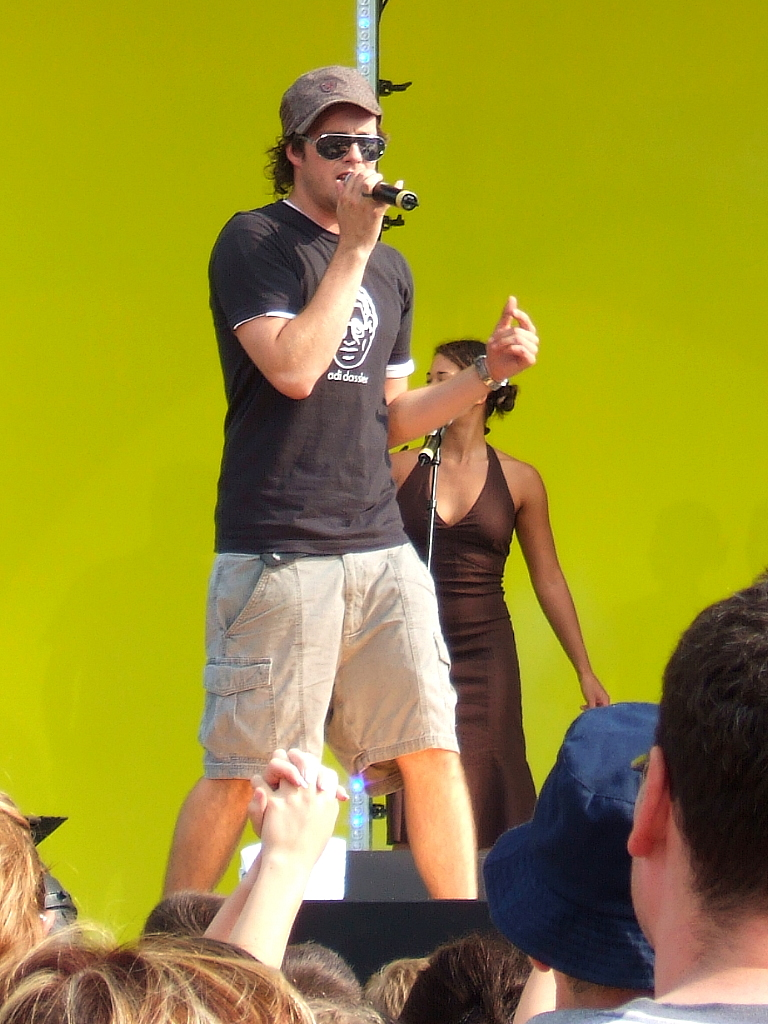
Ben w 2006 r.

Ben (właśc. Bernhard Albrecht Matthias Lasse Blümel, ur. 15 maja 1981 w Berlinie) – niemiecki piosenkarz popowy. W latach 2006–2008 zaręczony z Kate Hall, z którą nagrał 4 single i album, obecnie występuje solo. 

## CD
- 2002, Hörproben - 6 pozycja w Niemczech